# Lü GR
| GR ist das Kürzel für den Kanton Graubünden in der Schweiz. Es wird verwendet, um Verwechslungen mit anderen Einträgen des Namens Lü zu vermeiden. |

Lü ([ly]ⓘ) ist eine Fraktion der Gemeinde Val Müstair im Kanton Graubünden, Schweiz.
Bis Ende 2008 bildete sie eine eigenständige Gemeinde. Per 1. Januar 2009 fusionierte Fuldera mit den übrigen Schweizer Gemeinden der Talschaft (Fuldera, Müstair, Santa Maria Val Müstair, Tschierv und Valchava) zur heutigen Gemeinde Val Müstair.

## Geographie
Lü liegt an einem Südwesthang, etwa 300 Meter oberhalb des Talbodens, links des Rombaches und umfasst den Weiler Lüsai, nicht aber die Talsohle. Die ehemalige Gemeinde Lü liegt im Val Müstair. Mit 1920 m ü. M. war Lü nach Avers (1960 m) und Chandolin (1936 m) die dritthöchstgelegene politische Gemeinde der Schweiz.
Auf dem Ortsschild der Gemeinde stand früher sogar die Angabe il cumün politic sitüa il plü ot in Europa (rätoromanisch für „die höchstgelegene politische Gemeinde Europas“) – ein Superlativ, der in Reiseführern und -reportagen oft kolportiert wird, aber nur der Gemeinde Saint-Véran (2040 m) in den französischen Alpen zusteht.

## Geschichte

Münstertal mit Fuldera, Tschierv und Lü. Aufnahme von Werner Friedli, 1954

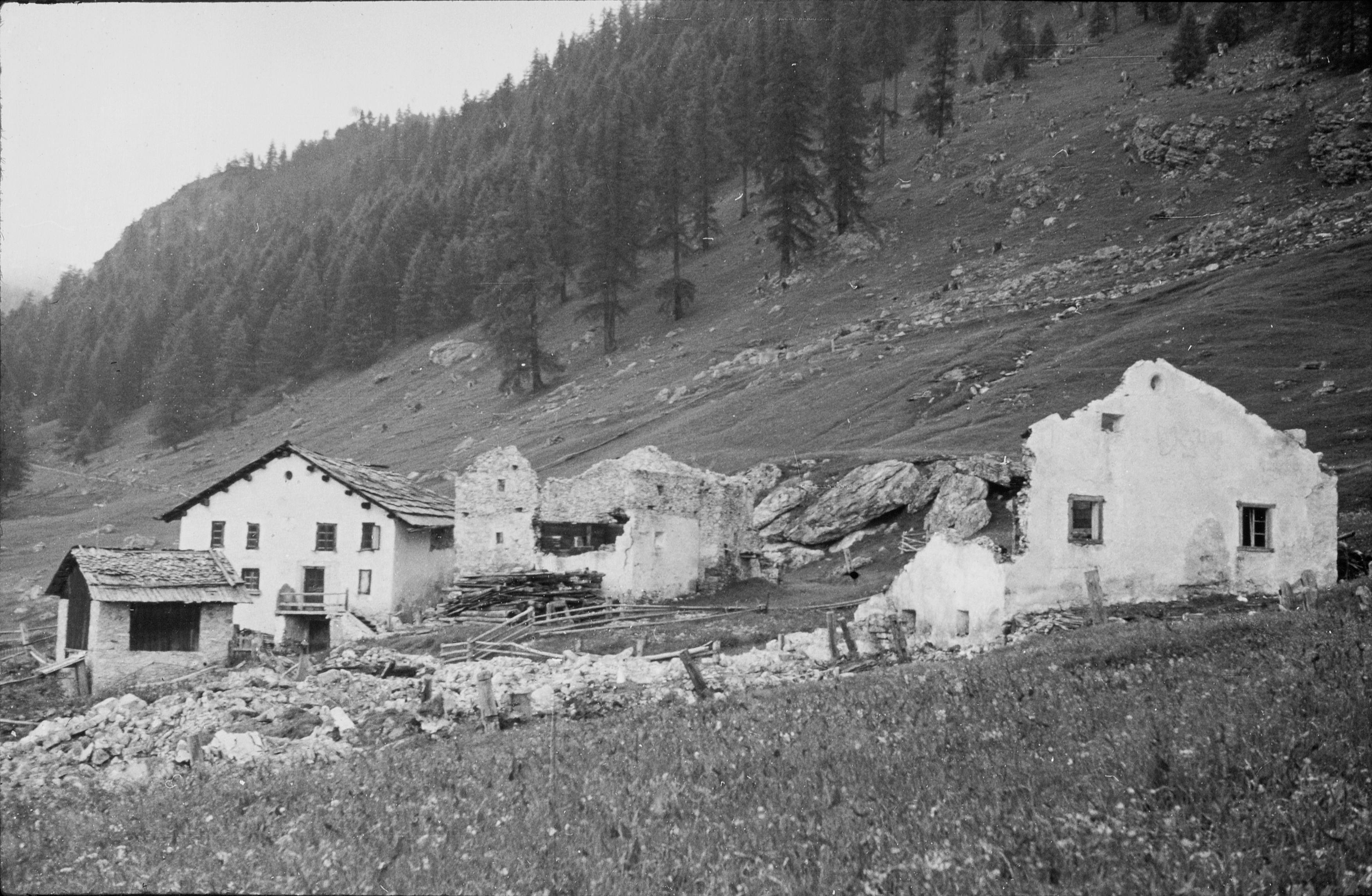
Zerstörte Gebäude in Lü Daint nach dem Lawinenwinter 1951

Im Zuge des vom Kloster Müstair ausgehenden Landesausbaus wurde Lü ab dem 12. Jahrhundert besiedelt. Am Weg über den Pass da Costainas nach S-charl und Scuol, der durch Lü führte, befand sich wahrscheinlich eine Säumerstation. Lü wurde 1466 als Lug urkundlich erwähnt.
Ab dem Ende des 15. Jahrhunderts gehörte Lü kirchlich zu St. Maria. Um 1530 wurde die Reformation eingeführt. Danach war Lü mit der Pfarrei Fuldera verbunden; in den 1820er Jahren hatte es einen eigenen Pfarrer.
1854 bis 2008 war Lü eine selbstständige Gemeinde. Durch den Ausbau der Ofenpassstrasse 1870 bis 1872 geriet es noch mehr ins Abseits. Zeitweise gab es in Lü Getreideanbau, doch vorherrschend war stets die Viehwirtschaft. 1878 fusionierte die bis dahin selbstständige Gemeinde Lüsai mit Lü.
Am 21. Januar 1951 ging in Lü Daint nordwestlich des Dorfes vom Berg Muntet kurz nach Mitternacht eine Lawine nieder. Drei Menschen wurden verschüttet und konnten nur noch tot geborgen werden. Sieben Häuser, acht Ställe, das Schulhaus und eine Kirche wurden zerstört oder beschädigt. Ein Pferd, eine Kuh, ein Schwein und vier Ziegen kamen ums Leben, eine Hektare Wald war zerstört.
2008 wurde eine Gemeindefusion von Lü mit fünf weiteren Gemeinden zur Gemeinde Val Müstair umgesetzt, ein Projekt, das vom Kanton Graubünden mit 8,6 Millionen Franken unterstützt wurde. Während sich am 18. April 2008 sämtliche anderen betroffenen Gemeinden mit insgesamt 527 zu 105 Stimmen für die Fusion aussprachen, stimmte die Gemeindeversammlung von Lü mit 18 Nein- gegen 17 Ja-Stimmen dagegen. Da eine Fusion die Zustimmung sämtlicher betroffenen Gemeinden erfordert, war das Projekt vorläufig gescheitert. Daraufhin stellte der Gemeindevorstand von Lü einen Wiedererwägungsantrag. Am 24. April 2008 in einer neuerlichen Gemeindeversammlung wurde mit 30 zu 0 Stimmen die Fusion gutgeheissen. Als Grund für den Stimmungswandel wurde genannt, die Gegner der Fusion hätten gehofft, andere Gemeinden würden ebenfalls Nein stimmen.

## Wappen

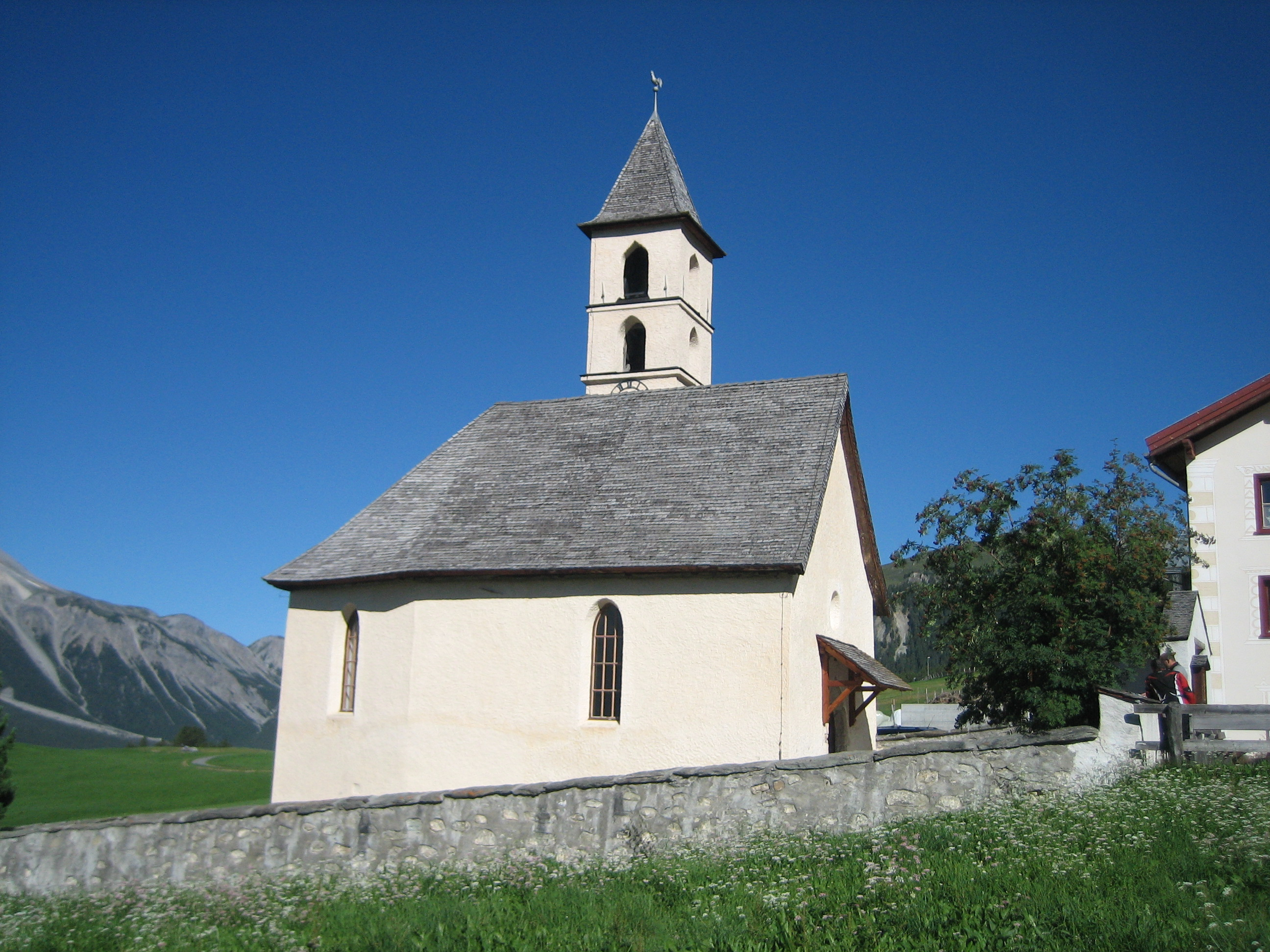
Kirche Lü

| Wappen von Lü GR | Blasonierung: «In Blau drei silberne Sensenblätter querrechts gestellt»                                                                      |
| Wappen von Lü GR | Beschreibung: Die Sensenblätter symbolisieren die prächtigen Wiesen der Gemeinde, die Dreizahl steht für die Teilorte Lü, Lüsai und Lüdaint. |

## Bevölkerung
| Bevölkerungsentwicklung | Bevölkerungsentwicklung | Bevölkerungsentwicklung | Bevölkerungsentwicklung | Bevölkerungsentwicklung | Bevölkerungsentwicklung | Bevölkerungsentwicklung | Bevölkerungsentwicklung |
| ----------------------- | ----------------------- | ----------------------- | ----------------------- | ----------------------- | ----------------------- | ----------------------- | ----------------------- |
| Jahr                    | 1835                    | 1850                    | 1900                    | 1950                    | 1980                    | 2000                    | 2007                    |
| Einwohner               | 74                      | 95                      | 59                      | 56                      | 56                      | 62                      | 65                      |

### Sprachen
Im Tal spricht man Jauer, eine bündnerromanische Mundart. Schriftsprache ist Vallader. Bis 1990 war die Gemeinde fast einsprachig Romanisch. 1910 gaben 90 %, 1941 96 % und 1970 94 % diese Sprache als Muttersprache an. 1990 hatten 98 % und im Jahr 2000 87 % der Einwohner Romanischkenntnisse. Die Entwicklung der vergangenen Jahrzehnte zeigt folgende Tabelle:
| Sprachen      | Volkszählung 1980 | Volkszählung 1980 | Volkszählung 1990 | Volkszählung 1990 | Volkszählung 2000 | Volkszählung 2000 |
| Sprachen      | Anzahl            | Anteil            | Anzahl            | Anteil            | Anzahl            | Anteil            |
| ------------- | ----------------- | ----------------- | ----------------- | ----------------- | ----------------- | ----------------- |
| Deutsch       | 4                 | 7,14 %            | 5                 | 9,09 %            | 11                | 17,74 %           |
| Rätoromanisch | 51                | 91,07 %           | 50                | 90,91 %           | 51                | 82,26 %           |
| Einwohner     | 56                | 100 %             | 55                | 100 %             | 62                | 100 %             |

### Herkunft und Nationalität
Von den Ende 2005 63 Bewohnern waren 62 (98 %) Schweizer Staatsangehörige.

## Sehenswürdigkeiten

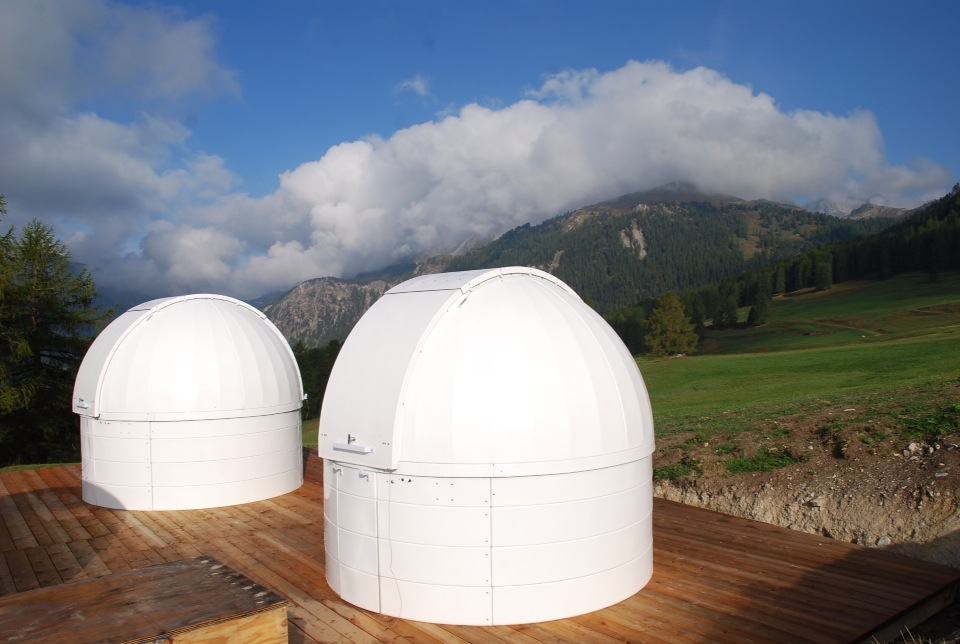
Alpine Astrovillage

- Unter Denkmalschutz steht die reformierte Dorfkirche.
- Wohnhaus mit sgraffitoähnlicher Dekoration, datiert 1587.[3]
- Im Dezember 2009 wurde ein Zentrum für öffentliche Himmelsbeobachtung und Amateur-Astrofotografie Alpine Astrovillage Lü-Stailas eröffnet, das im Dezember 2019 wieder geschlossen wurde.[4]

## Trivia
Im Sommer 2001 wurde Christoph Blocher (* 1940, alt Bundesrat und ehemaliger Verwaltungsratspräsident der Ems-Chemie AG) Ehrenbürger von Lü – der Grund war: "Blocher hatte der Gemeinde Lü im Jahr 1992 nach der Ablehnung des EWR-Beitritts einen Beitrag zur Renovation der Kirche gespendet."